# Mujeres de Negro (Uruguay)
Mujeres de Negro Uruguay es un colectivo que forma parte del movimiento mundial pacifista Mujeres de Negro. La organización se dedica a detectar, canalizar y denunciar cualquier tipo de acción discriminatoria y de violencia hacia las mujeres. En Uruguay, las fundadoras del colectivo fueron Margarita Mariño  y Jenny Escobar.

## Objetivo
Mujeres de Negro Uruguay trabaja para erradicar la violencia de género en Uruguay. Además de acciones de incidencia, su mayor visibilidad se da a través de sus intervenciones en silencio en espacios públicos.  

## Actividades
El 25 de noviembre de 2006 hicieron su primera aparición en la explanada de la Intendencia de Montevideo, en el marco del Día Internacional de la Eliminación de la Violencia de Género. Desde abril de 2007, sus actos se realizan el primer jueves de cada mes, vestidas de negro, en total silencio. Se paran durante media hora con las fotos de mujeres asesinadas por violencia machista. En ese acto que simboliza el luto, buscan «mostrar con nuestro silencio que no queremos más femicidios».
En 2009 inauguraron la muestra fotográfica En tu piel, en la que personas públicas son fotografiadas con maquillaje para denunciar el flagelo de la violencia hacia las mujeres más allá de las condiciones sociales, culturales y económicas.
Participan con su acto en diferentes eventos, como el desfile de carnaval de 2022, año en el que, a pesar de la pandemia, siguieron llevando su mensaje. Cada 25 de noviembre encabezan la macha contra la violencia de género que se realiza en el país. Entre otros años, en 2024 fue la organización convocante del acto.